# Umaglesi Liga 1991
L'Umaglesi Liga 1991 è stata la seconda edizione della massima serie del campionato georgiano di calcio. L'edizione 1991 è stato un campionato di transizione verso un formato dall'autunno alla primavera, quindi la stagione è iniziata il 16 marzo 1991 e si è conclusa il 28 marzo 1991, nel pieno della dichiarazione di indipendenza della Repubblica di Georgia dall'Unione Sovietica avvenuta il 21 aprile 1991. L'Iberia Tbilisi ha vinto il campionato per la seconda edizione consecutiva.

## Stagione

### Novità
Dalla Umaglesi Liga 1990 è stato retrocesso il Liakhvi Tskhinvali, mentre dalla Pirveli Liga sono stati promossi il Sulori Vani, il Margveti Zest'aponi e l'Alazani.

### Formula
Le 20 squadre partecipanti si sono affrontate in un girone all'italiana con partite di sola andata, per un totale di 19 giornate. La squadra prima classificata è stata dichiarata campione di Georgia. L'ultima classificata veniva ammessa allo spareggio promozione/retrocessione contro la prima classificata in Pirveli Liga per un posto in Umaglesi Liga.

## Squadre partecipanti
| Club                   | Città        | Stagione 1990              |
| ---------------------- | ------------ | -------------------------- |
| Alazani                | Gurjaani     | 3º posto in Pirveli Liga   |
| Amirani Ochamchire     | Ochamchire   | 17º posto in Umaglesi Liga |
| Batumi                 | Batumi       | 6º posto in Umaglesi Liga  |
| Dila Gori              | Gori         | 10º posto in Umaglesi Liga |
| Gorda Rustavi          | Rustavi      | 3º posto in Umaglesi Liga  |
| Guria Lanchkhuti       | Lanchkhuti   | 2º posto in Umaglesi Liga  |
| Iberia Tbilisi         | Tbilisi      | Campione di Georgia        |
| Iveria Khashuri        | Khashuri     | 15º posto in Umaglesi Liga |
| K'olkheti Khobi        | Khobi        | 11º posto in Umaglesi Liga |
| K'olkheti-1913 Poti    | Poti         | 5º posto in Umaglesi Liga  |
| Kutaisi                | Kutaisi      | 4º posto in Umaglesi Liga  |
| Margveti Zest'aponi    | Zestaponi    | 2º posto in Pirveli Liga   |
| Mertskhali Ozurgeti    | Ozurgeti     | 9º posto in Umaglesi Liga  |
| Mziuri Gali            | Gali         | 13º posto in Umaglesi Liga |
| Odishi Zugdidi         | Zugdidi      | 8º posto in Umaglesi Liga  |
| Samgurali Ts'q'alt'ubo | Ts'q'alt'ubo | 14º posto in Umaglesi Liga |
| Sanavardo Samt'redia   | Samtredia    | 12º posto in Umaglesi Liga |
| Shevardeni-1906        | Tbilisi      | 16º posto in Umaglesi Liga |
| Sulori Vani            | Vani         | 1º posto in Pirveli Liga   |
| Tskhumi Sukhumi        | Sukhumi      | 7º posto in Umaglesi Liga  |

## Classifica finale
|  | Pos. | Squadra                | Pt | G  | V  | N | P  | GF | GS | DR  |
|  | ---- | ---------------------- | -- | -- | -- | - | -- | -- | -- | --- |
|  | 1.   | Iberia Tbilisi         | 47 | 19 | 14 | 5 | 0  | 45 | 9  | +36 |
|  | 2.   | Guria Lanchkhuti       | 46 | 19 | 14 | 4 | 1  | 38 | 15 | +23 |
|  | 3.   | Kutaisi                | 35 | 19 | 11 | 2 | 6  | 34 | 30 | +4  |
|  | 4.   | K'olkheti-1913 Poti    | 33 | 19 | 10 | 3 | 6  | 30 | 19 | +11 |
|  | 5.   | Batumi                 | 32 | 19 | 10 | 2 | 7  | 28 | 21 | +7  |
|  | 6.   | Tskhumi Sukhumi        | 31 | 19 | 9  | 4 | 6  | 34 | 26 | +8  |
|  | 7.   | Odishi Zugdidi         | 27 | 19 | 8  | 3 | 8  | 33 | 27 | +6  |
|  | 8.   | Margveti Zest'aponi    | 27 | 19 | 8  | 3 | 8  | 32 | 32 | 0   |
|  | 9.   | Gorda Rustavi          | 26 | 19 | 7  | 5 | 7  | 34 | 22 | +12 |
|  | 10.  | Alazani                | 25 | 19 | 8  | 1 | 10 | 28 | 36 | -8  |
|  | 11.  | Samgurali Ts'q'alt'ubo | 24 | 19 | 7  | 3 | 9  | 21 | 34 | -13 |
|  | 12.  | Dila Gori              | 24 | 19 | 7  | 3 | 9  | 29 | 32 | -3  |
|  | 13.  | Mertskhali Ozurgeti    | 22 | 19 | 7  | 1 | 11 | 22 | 31 | -9  |
|  | 14.  | Mziuri Gali            | 22 | 19 | 6  | 4 | 9  | 25 | 28 | -3  |
|  | 15.  | K'olkheti Khobi        | 22 | 19 | 6  | 4 | 9  | 27 | 30 | -3  |
|  | 16.  | Shevardeni-1906        | 22 | 19 | 6  | 4 | 9  | 30 | 26 | +4  |
|  | 17.  | Sulori Vani            | 21 | 19 | 6  | 3 | 10 | 29 | 41 | -12 |
|  | 18.  | Sanavardo Samt'redia   | 18 | 19 | 4  | 6 | 9  | 19 | 42 | -23 |
|  | 19.  | Amirani Ochamchire     | 18 | 19 | 4  | 6 | 9  | 27 | 37 | -10 |
|  | 20.  | Iveria Khashuri        | 14 | 19 | 4  | 2 | 13 | 12 | 39 | -27 |

Legenda:
      Campione di Georgia
 Ammesso allo spareggio promozione/retrocessione
      Retrocesso in Pirveli Liga 1991-1992
Note:
Tre punti a vittoria, uno a pareggio, zero a sconfitta.

## Spareggio
|                 | Risultati |                  | Luogo e data |
| --------------- | --------- | ---------------- | ------------ |
| Iveria Khashuri | 2-3 (dts) | Mret'ebi Tbilisi | ?, ? 1991    |
|                 |           |                  |              |